# زمین‌لرزه ۱۳۵۱ افغانستان
زمین‌لرزه افغانستان  در تاریخ ۲۴ ژوئن ۱۹۷۲ میلادی، برابر با ‎۳ تیر ۱۳۵۱، ساعت ۱۵:۲۹:۲۱ به زمان یوتی‌سی در افغانستان رخ داد. این زلزله در عمق ۲۷٫۴ کیلومتری رخ داد. بزرگی آن ۶٫۱ در مقیاس Ms اعلام شده‌است. زمین‌لرزه به وقت محلی در روز شنبه، ساعت ۱۹٫۵ (۱۵٬۵ به وقت گرینویچ) روی داد.
سازمان زمین‌شناسی آمریکا نیز جای این زمین‌لرزه را در مختصات ۳۶°۱۲′شمالی ۶۹°۴۲′شرقی / ۳۶٫۲°شمالی ۶۹٫۷°شرقی و بزرگی آنرا برابر با ۶٫۱ در مقیاس ریشتر اعلام کرده‌است. ژرفای گزارش شده از سوی این سازمان ۴۷ کیلومتر می‌باشد.
شمار کشتگان زلزله حدود ۱۱ نفر بوده‌است.تعداد زخمیان ۱۵ نفر برآورده شده‌است.